# Sapienti consilio
Sapienti consilio ist der Titel der Apostolischen Konstitution vom 29. Juni 1908, mit der der Heilige Papst Pius X. eine Umstrukturierung der römischen Kurie anordnete. Mit der Kurienreform bezweckte der Papst eine strikte Trennung zwischen Verwaltungsbehörden und Gerichten, welches sich deutlich an dieser Konstitution erkennen lässt.

## Kurienreform
Erst Pius X. hat seit der Begründung der Kardinalskongregationen durch Sixtus V. (1587) die erste Gesamtrevision vorgenommen. Er schrieb in dieser Konstitution im Hinblick auf die bevorstehende Zusammenfassung der kirchlichen Gesetze im Codex Iuris Canonici: „Es erschien als sehr angebracht, bei der Römischen Kurie den Anfang zu machen, damit diese, in geeigneter und in für alle verständlicher Form geordnet, dem Papst und der Kirche ihre Hilfe leichter und ihren Beistand vollkommener gewähren könne.“ Mit Sapienti consilio wurde die Zahl der Dikasterien, die Anfang des 20. Jahrhunderts 37 betrug, auf 11 Kongregationen, 3 Gerichtshöfe und 5 Ämter vermindert. Ihre Zuständigkeiten wurden klarer umschrieben. Kompetenzüberschreitungen sollten nach Möglichkeit vermieden werden, und das Finanzwesen wurde neu geordnet.
Die Dikasterien gemäß Sapienti consilio sind:
Kongregationen:
1. Congregatio Sancti Officii
2. Congregatio Consistorialis
3. Congregatio de disciplina Sacramentorum
4. Congregatio Concilii
5. Congregatio Negotiis religiosorum sodalium praeposita
6. Congregatio de Propaganda Fide
7. Congregatio Indicis
8. Congregatio sacrorum Rituum
9. Congregatio Caeremonialis
10. Congregatio pro Negotiis ecclesiasticis extraordinariis
11. Congregatio Studiorum
Gerichtshöfe:
1. Sacra Poenitentiaria
2. Sacra Romana Rota
3. Signatura Apostolica
Ämter:
1. Cancellaria Apostolica
2. Dataria Apostolica
3. Camera Apostolica
4. Secretaria Status
5. Secretariae Brevium ad Principes et Epistolarum latinarum

## Namensänderung
Papst Pius X. änderte 1908 den Namen der Congregatio Romanae et universalis Inquisitionis (deutsch: 'Kongregation der römischen und allgemeinen Inquisition') in Sacra Congregatio Sancti Officii (deutsch: 'Heilige Kongregation des Heiligen Offizium'). 1965 gab Papst Paul VI. ihr den Namen Congregatio pro doctrina fidei (deutsch: 'Kongregation für die Glaubenslehre').

## Aufteilung
Mit der Konstitution Sapienti consilio teilte Pius X. jene Institution, die seit 1601 die Angelegenheiten der Ordensleute und der Bischöfe behandelt hatte: Die Congregatio Negotiis religiosorum sodalium praeposita (deutsch: 'Religiosenkongregation') wurde als eigenständige Kongregation errichtet. Sie heißt heute Dikasterium für die Institute geweihten Lebens und für die Gesellschaften apostolischen Lebens. Die Zuständigkeit für die Bischöfe lag ab 1908 bei der Congregatio Consistorialis (deutsch: 'Konsistorialkongregation'). Von 1967 bis 2022 hieß sie Kongregation für die Bischöfe, seither Dikasterium für die Bischöfe.

## Neue Kongregationen
Die Kongregation für die Sakramentenordnung (lat. Sacra Congregatio de Disciplina Sacramentorum) wurde neu gegründet.

## Das Staatssekretariat
Das Staatssekretariat (lat.: Secretariatus Status) wurde in drei Abteilungen unterteilt:
- Sektion für außerordentliche Angelegenheiten
- Sektion für die ordentlichen kirchlichen Angelegenheiten und
- Sekretariat für die Apostolischen Breven

## Die Römische Rota
Mit dem Untergang des Kirchenstaates stellte das Gericht der Römischen Rota am 20. September 1870 seine Tätigkeit ein. Kraft dieser Apostolischen Konstitution erhielt es jetzt ein eigenes Gesetz, die Lex propria S. R. Rotae et Signaturae Apostolica und ist heute praktisch das Appellationsgericht dritter Instanz für die Weltkirche in Ehenichtigkeitssachen.

## Aufnahme im CIC
Diese Reform von Pius X. wurde später im Codex Iuris Canonici (CIC), der von Papst Benedikt XV. im Jahre 1917 promulgiert wurde, bekräftigt und vervollständigt, und blieb praktisch unverändert bis zum Jahre 1967.